# Agrotis praeocupata
Agrotis praeocupata är en fjärilsart som beskrevs av Köhler 1967. Agrotis praeocupata ingår i släktet Agrotis och familjen nattflyn. Inga underarter finns listade i Catalogue of Life.